# Parsonswaterval
De Parsonswaterval is een 21 meter hoge waterval in Australië, gelegen op Tasmanië. De waterval ligt in de Devils Gullet State Reserve en maakt deel uit van de Fisher River.